# Cosmética en el antiguo Egipto

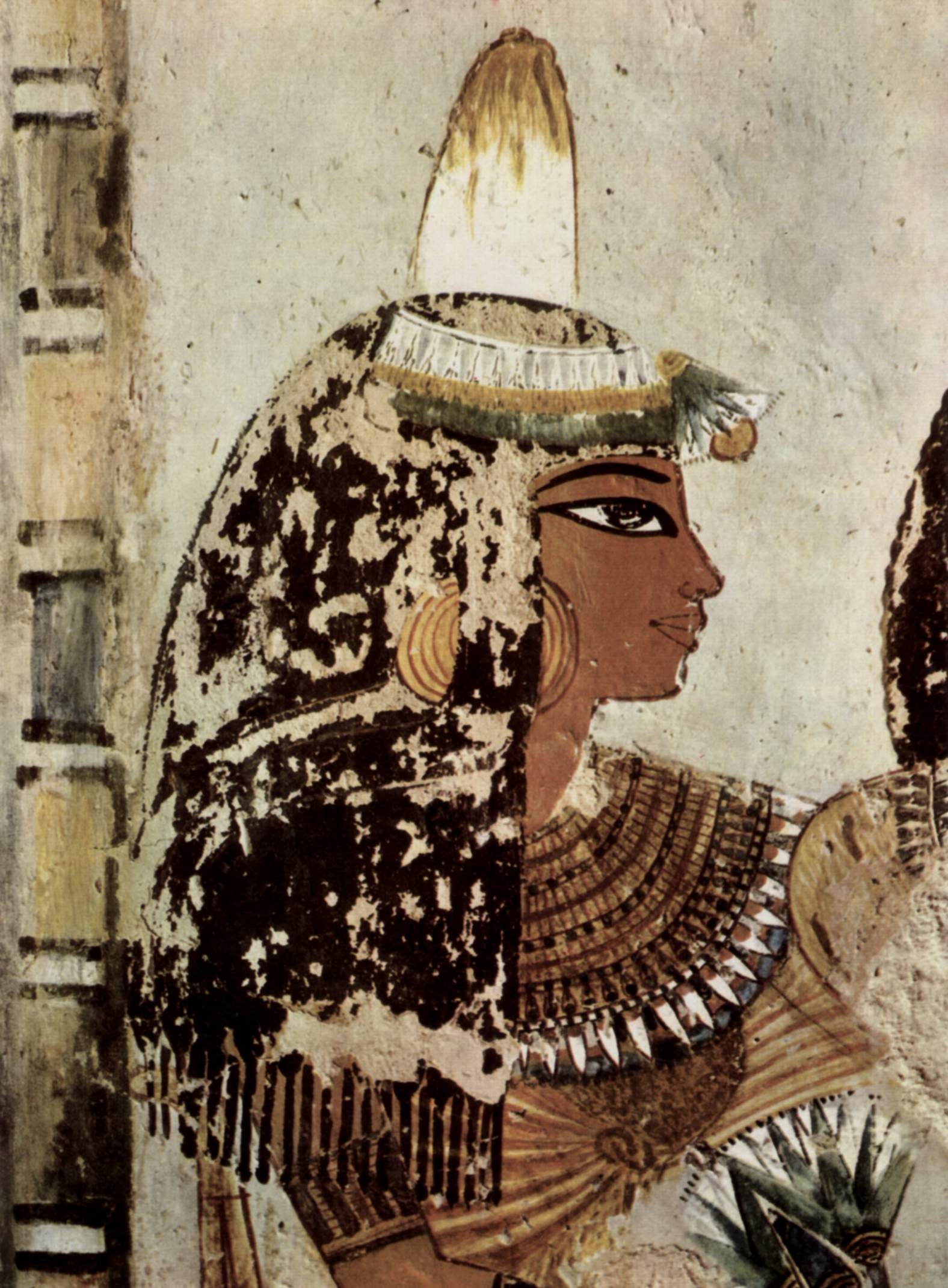
Retrato de una dama coronada con un cono de grasa. Tumba de Menna.

Los antiguos egipcios utilizan muchos cosméticos, por razones medicinales, terapéuticas y estéticas, pero también para mantener, conservar y cuidar su cuerpo con el fin de reunirse en la casa de la eternidad. El término cosmético proviene del griego antiguo κόσμος, kosmos 'decoración, ornamento'. La palabra cosmético como la de perfume tomarán su sentido más adelante en la historia. En la época antigua se trataba de una forma de preparación sagrada y posteriormente profana hecha de fumigaciones, ungüentos, bálsamos, aceites y pociones procedentes de la botánica, del mundo mineral o animal; las cataplasmas eran también formas de preparados utilizados con un propósito religioso, mágico-medicinal (alquimia), y más tarde terapia

## Orígenes y fabricación

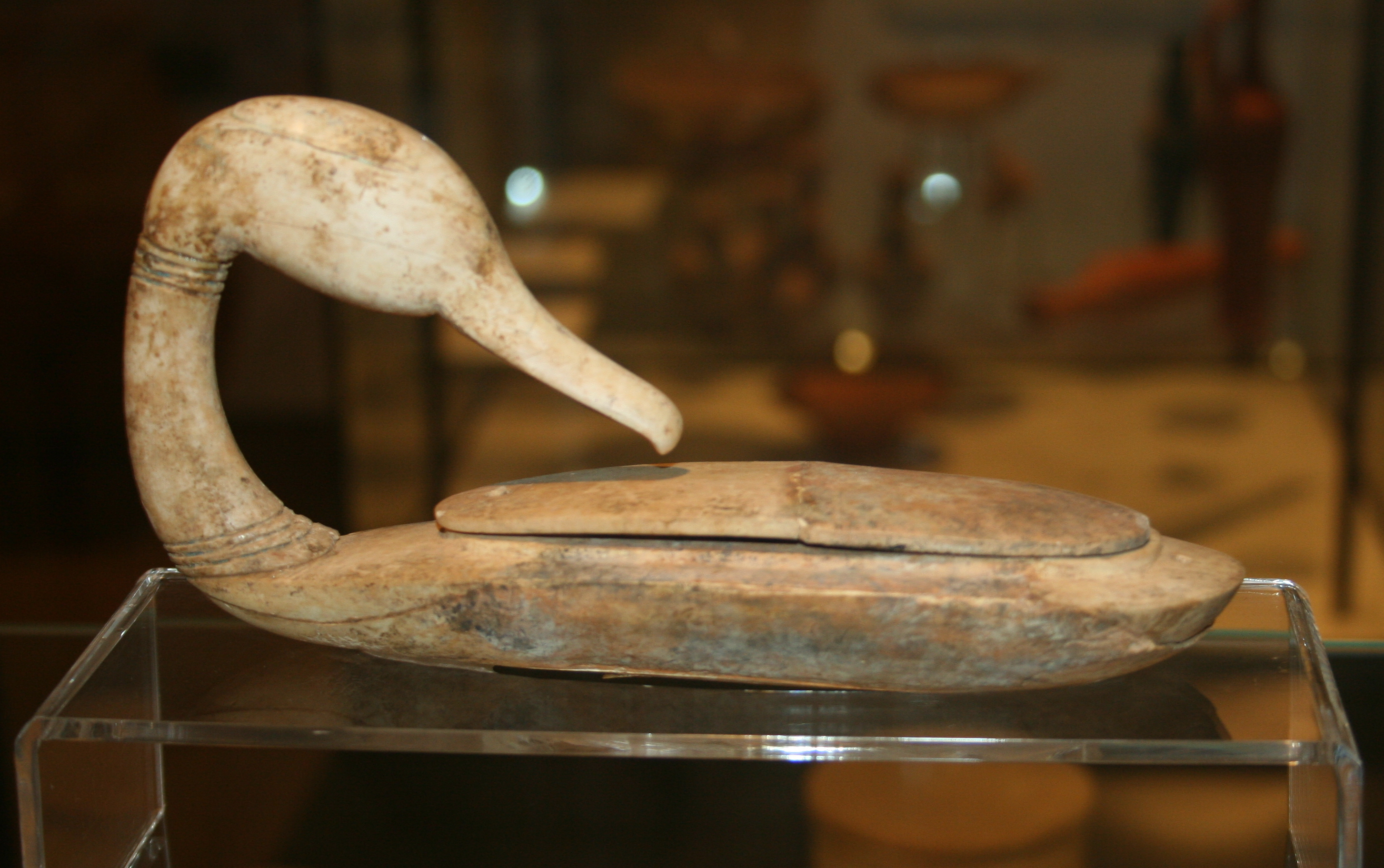
Paleta zoomorfa realizada con el cuerno o tal vez un diente de rinoceronte.

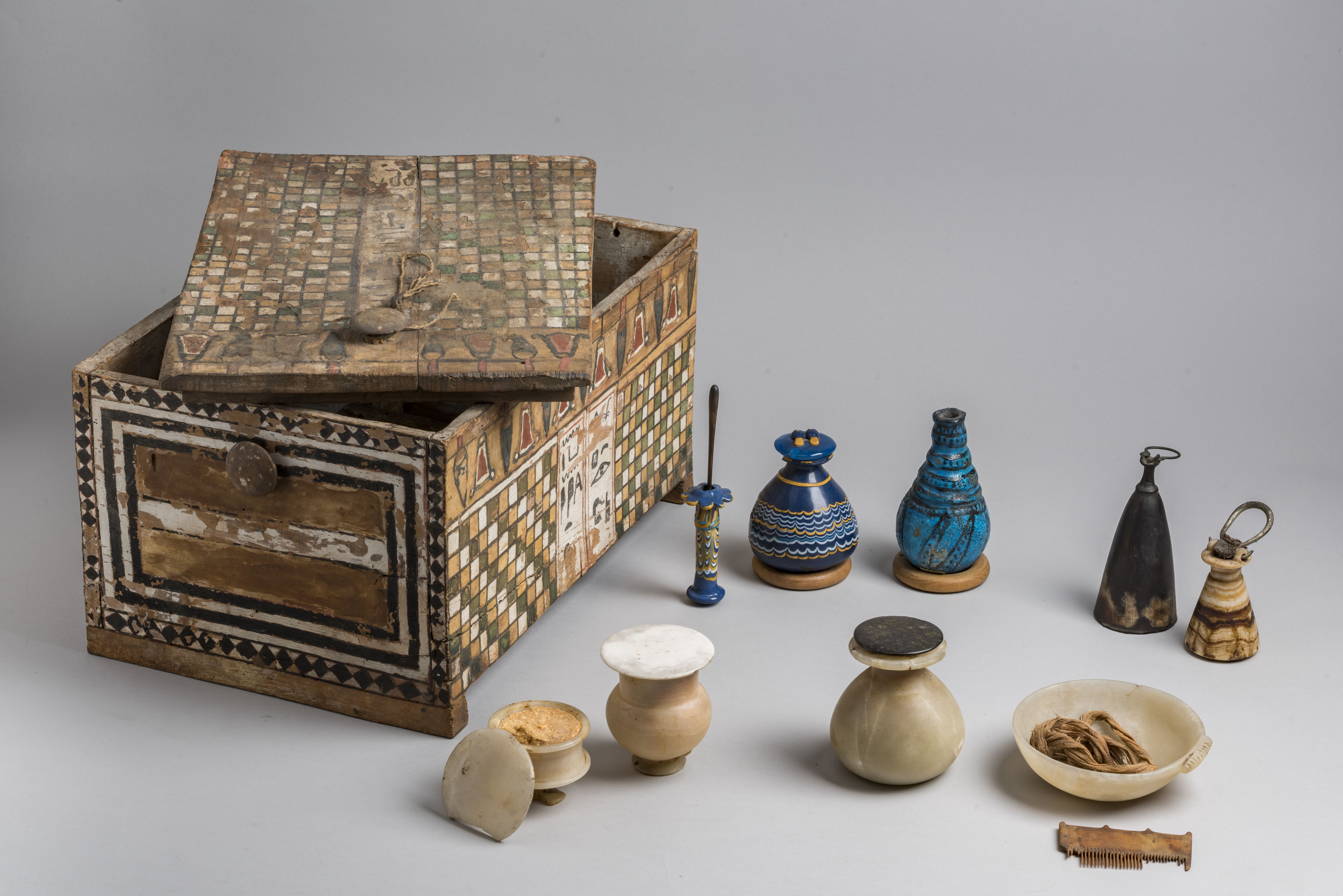
Caja de maquillaje del antiguo Egipto con accesorios, kohl, frascos de ungüentos y perfumes

En el antiguo Egipto, mejorar la apariencia  revelaba también un sentido espiritual y sagrado, había que mantener su cuerpo y conservarlo bien. Una peluca voluminosa y natural esculpida en cera de abeja permitía pasar menos calor y evitar los piojos. Además se observa que expresaba, un símbolo muy fuerte, que conectaba a su portador con Hathor, la diosa de las festividades y el amor.
Para el uso del maquillaje existía un mito que lo explicaba: Horus, durante su combate con su tío Seth perdió un ojo. Por lo tanto inventó el maquillaje para restaurar la perfección de su belleza. La utilización de productos cosméticos para reparar los estragos del tiempo o conforman los accidentes de la vida era tan legítima y no condenados por razones morales. Después de la muerte, los cosméticos debían crear una apariencia juvenil y fértil, considerada esencial para renacer en el más allá. Las diferentes sombras de ojos verdes (ouadjou) tal vez invocaran la protección de Hathor. Las aplicaciones de los accesorios de maquillaje aparecerán al final del período predinástico transformados por la invención de la escritura, momento en el que desaparecieron varias pinturas corporales.
Esto explica la gran diversidad de productos: gomas, resinas, ungüentos, aceites, aceites perfumados, kohl, colirios, carmín para los labios y las mejillas (amapola), concebidos por los antiguos egipcios y utilizados muy temprano. Nos encontramos con varias copias de paletas que datan del cuarto milenio a. C.: no eran solo para el maquillaje, sino que también podían tener un uso votivo (para una deidad o una persona fallecida) o conmemorativo (paleta de Narmer). Nos han llegado más de 160 recetas que describen su preparación, que llevaba a veces varios meses. Las tumbas contienen a menudo un neceser de belleza en una cesta de mimbre: potes de ungüentos, peines, aceites, kohl en tubos de caña y espejos de bronce pulido.
La mayoría de sombras negras de ojos estaban compuesta con base de plomo, más raramente en base en compuestos de antimonio, óxidos de manganeso o carbón negro. Moliendo galena (el principal mineral de plomo) sobre paletas de piedra (específicamente pizarra o grauvaca) y uniéndolas con materias grasas, los egipcios consiguieron un tinte negro, cuyo color variaba con la finura de la trituración. Cuando era reducida en cubos menores de 50 micrómetros de diámetro, el tinte era de un negro muy oscuro. Si era molido menos finamente, tenía reflejos metálicos. Molían también cerusita blanca o lo sintetizaban de la laurionita y fosgenita (síntesis de estos dos cloruros de plomo ya que sus depósitos eran raros) para tonos grises.
El maquillaje verde se hacía esencialmente a base de malaquita molida de Siria. Utilizado en los periodos predinásticos y abandonado durante la IV Dinastía, este maquillaje era llamado ouadjou, «polvo verde». Tonos adicionales se obtuvieron de diferentes pigmentos minerales: arcillas rojas, óxidos de cobre o de hierro, ocre, lapislázuli) o plantas (por ejemplo: lacado rosa, pigmento obtenido de las moléculas de colorante de rubia roja u otros de plantas análogas como la urzela, la orcaneta, el jugo de moras, el acanto) precipitados sobre alumbre.
Los egipcios no conocían la destilación, pero sí que conocían el alcohol natural por fermentación (2% a 4%) como la cerveza, que era la bebida diaria, y el vino de palma para las élites, y por lo tanto no fabricaban perfumes alcohólicos. Utilizaban de hecho sustancias de la fauna y flora (cereales, trigo, lino, flores, raíces, hierbas, frutas, frutos, aceites, resinas, gomas, bálsamos, especias, grasa animal), que molían con una mano de almirez en un mortero, prensadas y filtradas. Sin embargo, cultivaban flores para extraer los aromas de sus raíces, para hacer productos perfumados. El Fayún (región alrededor de un lago en el desierto alimentada por un afluente del Nilo) fue la principal zona de producción, particularmente desde el Imperio Nuevo, cuando las inundaciones fueron reguladas por el trabajo y las presas. Los diferentes elementos de las flores clasificados mediante el tamizado se reducían en pasta y gomas perfumadas. El loto azul era el preferido de los egipcios, que tenían regularmente una flor de loto que olían con adoración. El loto azul y el lirio de agua representa la unión de las «Dos Tierras» (Alto y Bajo Egipto). Las flores del Nilo eran sagradas, la flor del papiro representaba el genio o el dios Hapi.
Durante las preparaciones los egipcios utilizaban mucho la magia y los encantamientos, lo que viene a se la alquimia. Había un ritual para curar y alejar la mala suerte lejos de la persecución. El perfume más famoso de Egipto era el kyphi, que contiene cerca de 27 ingredientes y se utilizaba en fumigaciones para ahuyentar malos espíritus de la casa, un ritual que los orientales hacían con regularidad, o cuando un invitado entraba en una casa se le fumigaba.

## Usos

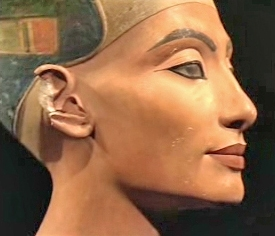
Mesdemet en los ojos de Nefertiti.

De hecho, sustancias naturales cosméticas fueron utilizadas para tratar los efectos negativos del sol ardiente y cegador y los mosquitos que regularmente pican y transmiten todo tipo de enfermedades. De hecho, los egipcios tenían para protegerse de este clima caliente, seco, árido, o incluso niebla a veces próxima temporada ya que las causas principales fueron enfermedades, mordeduras, mosquitos, piojos y el desecamiento de la piel. Utilizado por ambos sexos y todas las clases sociales, los principales cosméticos usados fue la sombra de ojos negra, llamada mesdemet (que significa ojos parlantes, expresivos), y cuya palabra árabe kohl se emplea en la actualidad, alejaba las moscas, protegía de los rayos ardientes y el cegamiento  del sol y de los arenosos; su utilidad era especialmente medicinal contra la conjuntivitis. Su función como desinfectante está demostrada por el sulfuro de plomo y cloro que contenía. Dos colirios diferentes adornaban los ojos: uno negro basado en la laurionita o fosgenita para resaltar el contorno y acentuar su forma de almendra, y uno verde en las pestañas y las cejas. Los egipcios se los ponían (aplicados con un bastoncillo con kohl, que podía ser de diferentes materiales, hueso, marfil, junco) como una línea en el nivel inferior del párpado , ancha en el Imperio Antiguo  y fina en el Imperio Nuevo. Las uñas se limaban y coloreaban con henna.
Los maquillajes blancos (hechos con albayalde) se utilizaron para blanquear la piel de la cara. Algunos maquillajes negros (a base de litargirio, cal, tierra, miel, extracto líquido de cenizas) teñían el pelo de negro. Este tinte permanente y progresivo todavía se utiliza hoy con el término de "fórmula griega" (refiriéndose a la fórmula de la antigüedad griega). En el clima tanseco de Egipto, los aceites y ungüentos nutrían  y aliviaban la piel; se utilizan todavía hoy para nutrir la piel y devolverle su elasticidad. También existían muchos tratamientos antiarrugas, la mirra era muy apreciada en los cosméticos antiarrugas.
Los frescos de las tumbas representan los ungüentos que las mujeres egipcias se ponían en el pelo con una representación simbólica en forma de cono fragante de sebo (grasa animal mezclada con mirra) en la parte superior de la cabeza. Los egipcio en realidad no usaban este cono en la cabeza , lo que supondría impregnar el pelo y la ropa de las esencias del ungüento, siendo una pura convención artística. Es un banquete, una comunión con el difunto que representa lo que no se puede llevar consigo, es un fresco que se pintó para representar a la familia, amigos, acompañando al difunto en la alegría y celebraciones, todos los placeres de los sentidos están representados (perfumes, ungüentos con mirra, ofrendas, música, bailarines).